# Raión de Rokytne (Rivne)
Rokytne (en ucraniano: Рокитнівський район) fue un raión o distrito de Ucrania en el óblast de Rivne. En la reforma territorial de 2020, su territorio fue incluido en el raión de Sarny.
Comprendía una superficie de 2350 km².
La capital era el asentamiento de tipo urbano de Rokytne.

## Demografía
Según estimación 2010 contaba con una población total de 51296 habitantes.

## Otros datos
El código KOATUU es 5625000000. El código postal 34200 y el prefijo telefónico +380 3635.